# Peter Howitt (regissör)
Peter Howitt, född 5 maj 1957 i Manchester, är en brittisk filmregissör, manusförfattare och skådespelare.

## Filmografi i urval
- 1986–1988 – Bread (TV-serie) (skådespelare)
- 1993 – I faderns namn (skådespelare)
- 1994 – Barnflickorna (skådespelare)
- 1997 – Kärlekens spel (skådespelare)
- 1998 – Sliding Doors (regi, manus och skådespelare)
- 2001 – Conspiracy.com (regi)
- 2003 – Johnny English (regi)
- 2004 – Laws of Attraction (regi och manus)
- 2012 – Radio Rebel (regi)
- 2014 – Reasonable Doubt (regi)